# Chrośle
Chrośle (dawniej Chróśle) – wieś w Polsce położona w województwie warmińsko-mazurskim, w powiecie nowomiejskim, w gminie Nowe Miasto Lubawskie. W latach 1975–1998 miejscowość administracyjnie należała do województwa toruńskiego.
W Chroślu znaleziono siekierę kamienną, pochodzącą z neolitu (4000–15000 p.n.e.).
W państwie krzyżackim Chrośle było wsią ludną z własną parafią, w skład której wchodziły także wsie: Nowy Dwór i młyn Ruda. Drewniany kościół, pod wezwaniem św. Wawrzyńca, wzmiankowany jest w dokumentach z roku 1340, kiedy to wójt z Bratiana – Kuno Liebenstein – przeznaczył na utrzymanie kościoła cztery włóki. W późniejszym latach ten kościół został spalony. Po wojnie polsko-krzyżackiej został odbudowany. W 1490 roku wymieniany w dokumentach jest proboszcz Mikołaj Teodorici. W kościele znajdował się kamień grobowy z napisem "Jan Działyński, syn Mikołaja, wojewody chełmińskiego, starosty bratiańskiego, umarł 1588. Żył cztery miesiące i kilka dni.". W XVI w. Chrośle należały do starostwa w Bratianie. Ostatni proboszcz – o imieniu Walenty – zmarł około 1600 roku, a kościół pozostał bez opieki i uległ zniszczeniu. W latach 1610–1612, proboszcz Paweł ze Skarlina wybudował w Chroślach nowy kościół. Materiał budowlany pochodził z rozebranego, z polecenia biskupa Gębickiego, kościółka św. Jerzego w Nowym Mieście Lubawskim oraz kaplicy św. Wawrzyńca. Kościół był murowany (pruski mur), kryty dachówką, niewielki i położony na wzgórzu. Na wieży znajdowały się trzy dzwony. Wyposażenie kościoła w Chroślu pochodziło z rozebranego kościółka św. Jerzego. Posadzka była z cegły, główny ołtarz z obrazem Najświętszej Marii Panny Bolesnej. w 1616 r., decyzją bp. Kuczboskiego, kościół w Chroślu, jako filialny został przyłączony do parafii w Skarlinie, a w 1730 – decyzją bp. Kretkowskiego – do parafii w Radomnie. W czasie kolejnych wojen został uszkodzony, a w 1776 rozebrany. Proboszcz Stępowski próbował go odbudować w 1787 r., udało się jedynie wybudować ściany. Odbudowa nie została dokończona, po roku 1791 drewno zgniło i nie nadawało się do użytkowania.
W czasie przynależności wsi do Rzeczypospolitej istniała w Chroślach szkoła przykościelna. Budynek szkolny został spalony w czasie wojen szwedzkich.
Urodził się tu Leonard Marchlewski – polski prezbiter katolicki, ofiara niemieckiego terroru w okresie II wojny światowej, Sługa Boży Kościoła katolickiego, męczennik.